# Piròmetre de radiació monocromàtic
Un piròmetre de radiació monocromàtic és un dispositiu utilitzat per mesurar la temperatura d'un objecte o d'un punt específic a través de la detecció de la radiació electromagnètica que emet l'objecte. Aquest tipus de piròmetre utilitza un sensor de radiació monocromàtic, és a dir, un sensor que només és sensible a una determinada longitud d'ona o freqüència de la radiació electromagnètica. Això permet al piròmetre mesurar la temperatura amb una alta precisió i una baixa incertesa, ja que la radiació electromagnètica que emet un objecte depèn de la seva temperatura de manera molt precisa.
Aquests piròmetres treballen en la banda de les ones visibles, i són particularment útils en la mesura de la temperatura de cossos metàl·lics, ja que és en aquestes longituds d'ona quan té una major emissivitat.
Dins d'aquest tipus de piròmetres mereixen una especial menció els que utilitzen com a detector el propi ull humà. Van ser els primers aparells de pirometria que es van utilitzar i encara estan vigents en algunes aplicacions.
Es basen en el fet de comparar visualment la lluminositat de l'objecte radiant amb el filament d'una làmpada incandescent. Per això se superposen, gràcies a un enginy òptic, i es varia el corrent elèctric de la làmpada fins que deixa de ser apreciable a la vista. La variació del corrent ens pot donar un valor de la temperatura si s'ha calibrat la lluminositat de la làmpada prèviament.

## Avantatges[1]
- Sistema precís
- Sensible
- Calibratge ràpid
- Bons resultats entre 700 °C i 3500 °C
- Treballa solament amb una franja estreta de l'espectre visible

## Desavantatges[1]
- Per mesurar efectivament la temperatura d'un objecte, aquest ha d'estar com a mínim a 700 °C.
- No és possible obtenir un mesurament continu, amb valors variables en el temps.